# Quebra cromossômica
Uma quebra cromossômica (que é um tipo de aberração cromossômica) corre o risco de tornar-se uma quebra espontânea ou induzida. Sabe-se que os agentes alquilantes, alguns tipos de irradiação e substâncias mutagênicas provocam a quebra cromossômica induzida.
Ela pode induzir a diversas coisas, entre elas infermidades, como translocação de pares de bases, eliminações e quebra de cromátides.